# Trzyszcz nadmorski

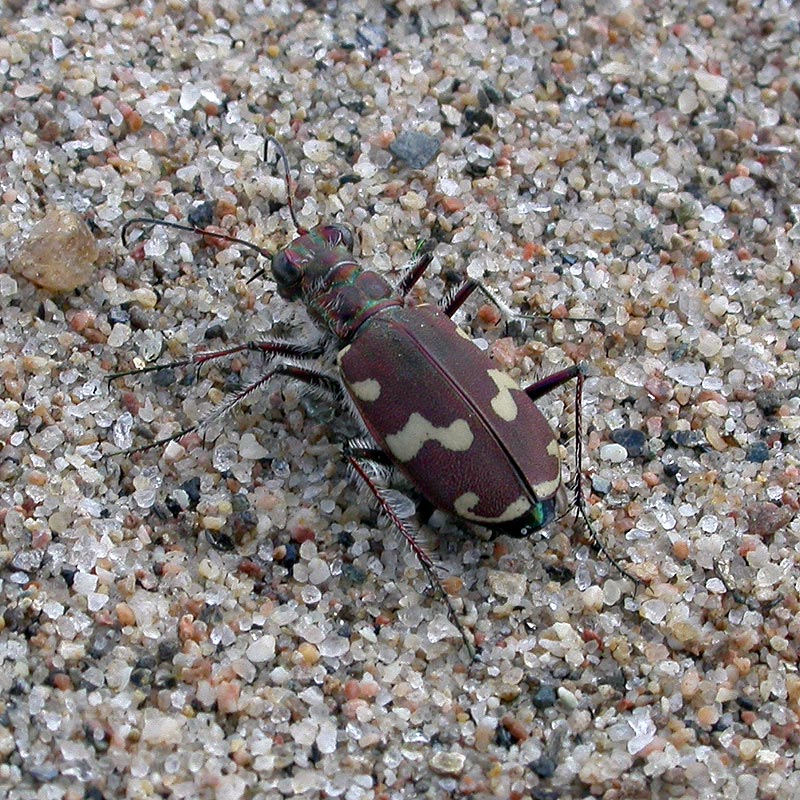
Trzyszcz nadmorski w naturalnym środowisku

Trzyszcz nadmorski (Cicindela maritima) – gatunek kserotermicznego chrząszcza z rodziny biegaczowatych. Owad barwy brązowoczerwonej z czerwonawymi nogami.

## Opis

### Imago
Trzyszcz ten osiąga od 10 do 14 mm długości ciała. Episternity przedtułowia pokryte białymi włoskami. Policzki nagie. Ostatni segment głaszczków wargowych metaliczny. Ostatni człon czułków z kilkoma tylko szczecinkami w tylnej części. Środkowa przepaska jest odgięta ku tyłowi pokryw. Penis prosty, pałowaty. Torebka wewnętrzna penisa bez ząbka. Pewne odróżnienie tego gatunku od podobnego trzyszcza piaskowego możliwe jest tylko po budowie genitaliów samców, choć wskazuje się też na pewne różnice w owłosieniu przedniej części ciała i kształcie plamek na pokrywach. U C. maritima na czole znajduje się grupa sterczących, białych szczecinek położona na i za oczami, podczas gdy u C. hybrida są tylko 1 do 3 szczecinki w tylnych kątach oczu.

### Larwa
Ciało larwy smuklejsze niż u trzyszcza polnego, na głowie i przedpleczu słabo z metalicznym, miedzianym lub zielonym połyskiem oraz rozproszonymi, białymi szczecinkami. Na przedpleczu szczecinki te są gęściej rozmieszczone niż u trzyszcza nadmorskiego; w trzecim stadium jest ich ponad 100. Drugi człon czułków blisko trzykrotnie dłuższy niż szerszy, przynajmniej tak długi jak trzeci i czwarty razem wzięte. Po obu stronach nasale środkowy ząbek większy od wewnętrznego i mniejszy od zewnętrznego. Szerokość głowy u kolejnych stadiów wynosi w przybliżeniu: 1,3, 2 i 3 mm. Dziesiąty segment odwłoka otoczony szczecinkami zbliżonej długości po stronie grzbietowej i brzusznej, liczniejszymi niż u trzyszcza małego. Boczne haki grzbietowe odwłoka duże, zwężone u nasady, słabiej u wierzchołka zakrzywione niż u trzyszcza polnego i piaskowego.

## Ekologia
Trzyszcz nadmorski bytuje na piaszczystych wybrzeżach morza i większych rzek. Jest polifagicznym chrząszczem drapieżnym, drobne bezkręgowce chwyta w biegu lub w locie.
Gatunek kserotermiczny. Przez niektórych określany także jako halobiont
Larwy również drapieżne. Żyją w tunelach wykopanych w sypkim piasku. Przepoczwarczenie przebiega w gruncie.

## Występowanie
Gatunek zachodniej palearktyki. Zamieszkuje wybrzeża mórz Północnego i Bałtyckiego oraz Atlantyku. Notowany również ze stanowisk śródlądowych w pobliżu rzek. Podawany z Armenii, Belgii, Białorusi, Chorwacji, Danii, Estonii, Finlandii, Francji, Gruzji, Holandii, Kazachstanu, Łotwy, Litwy, Mołdawii, Niemiec, Norwegii, Polski, Rosji, Szwecji, Ukrainy i Wielkiej Brytanii.

## Podgatunki
Wyróżnia się 3 podgatunki trzyszcza nadmorskiego:
- Cicindela maritima impercepta Matalin 2002
- Cicindela maritima kirgisica Mandl, 1936
- Cicindela maritima maritima

W Polsce występuje podgatunek nominatywny C. m. maritima.

## Zagrożenie
Gatunek wpisany został na Czerwoną listę zwierząt ginących i zagrożonych w Polsce w kategorii EN. W Niemczech gatunek ten jest ekstremalnie zagrożony. W Wielkiej Brytanii uznano go za "nationality rare", gdyż występuje tam tylko w kilku miejscach.